# Вартковиці (гміна)
Гміна Вартковіце (пол. Gmina Wartkowice) — сільська гміна у центральній Польщі. Належить до Поддембицького повіту Лодзинського воєводства.
Станом на 31 грудня 2011 у гміні проживало 6329 осіб.

## Площа
Згідно з даними за 2007 рік площа гміни становила 141.80 км², у тому числі:
- орні землі: 81.00%
- ліси: 10.00%

Таким чином, площа гміни становить 16.10% площі повіту.

## Населення
Станом на 31 грудня 2011:
| Опис     | Загалом | Загалом | Чоловіки | Чоловіки | Жінки | Жінки |
| -------- | ------- | ------- | -------- | -------- | ----- | ----- |
| одиниця  | осіб    | %       | осіб     | %        | осіб  | %     |
| все      | 6329    | 100     | 3163     | 49.98    | 3166  | 50.02 |
| міське   | 0       | 100     | 0        |          | 0     |       |
| сільське | 6329    | 100     | 3163     | 49.98    | 3166  | 50.02 |

## Сусідні гміни
Гміна Вартковіце межує з такими гмінами: Далікув, Ленчиця, Паженчев, Поддембіце, Унеюв, Швініце-Варцьке.